# 리츠 (과자)

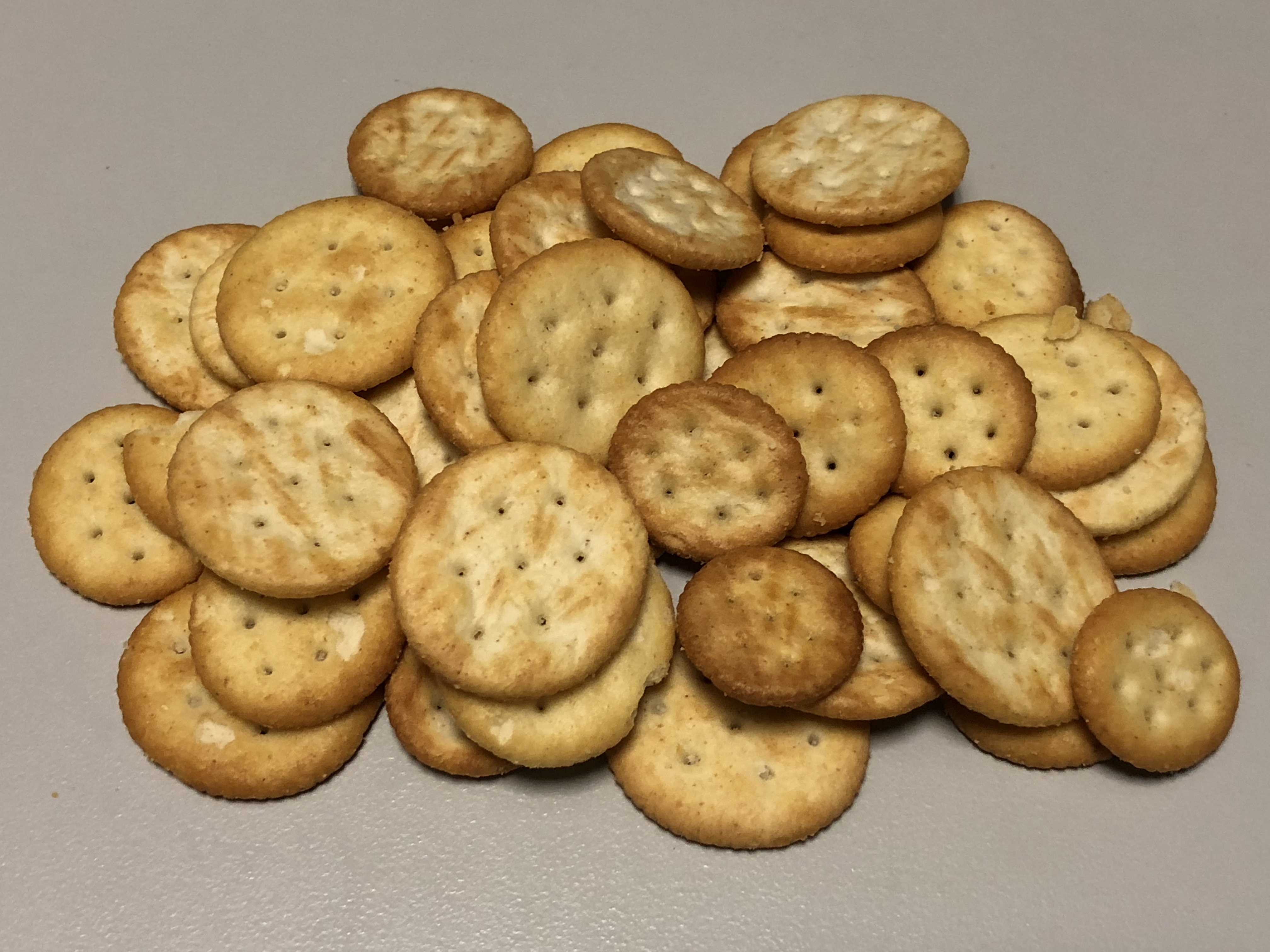
리츠

리츠(Ritz)는 1934년 출시된 몬델리즈 인터내셔널 그룹의 치즈 크래커이다. 대한민국에서는 동서식품이 2016년 8월 2일 출시 유통했다.
리츠의 크기는 지름을 기준으로 약 46mm이다.